# Richard Patterson
Richard Patterson (ur. 30 kwietnia 1983) – nowozelandzki sztangista, olimpijczyk, trzykrotny reprezentant, (2008, 2012, 2016) letnich igrzysk olimpijskich. 
Medalista igrzysk wspólnoty narodów w 2010 oraz w 2014.